# Dioctria zhelochovtzevi
Dioctria zhelochovtzevi là một loài ruồi trong họ Asilidae. Dioctria zhelochovtzevi được Lehr miêu tả năm 1965. Loài này phân bố ở vùng Cổ Bắc giới.